# Episodi di Life Bites - Pillole di vita (sesta stagione)
La sesta stagione della serie televisiva Life Bites - Pillole di vita è andata in onda regolarmente dal 9 gennaio 2012 anche se i primi due episodi sono stati mandati nel "Natale Sorprendente" dell'8 dicembre 2011. Anteprime del primo episodio sono state mandate a Sky Inside con Luca Solesin e Valentina Colombo i personaggi di Teo e Giulia e sul sito web del "Natale Sorprendente".
| nº | Titolo                  | Prima TV Italia |
| -- | ----------------------- | --------------- |
| 1  | Crescere                | 9 gennaio 2012  |
| 2  | Risciò                  | 9 gennaio 2012  |
| 3  | Il compleanno del Papà  | 10 gennaio 2012 |
| 4  | Scherzo in 3D           | 10 gennaio 2012 |
| 5  | La band                 | 11 gennaio 2012 |
| 6  | Il pappagallo           | 11 gennaio 2012 |
| 7  | Il costume              | 12 gennaio 2012 |
| 8  | Corso di cucina         | 12 gennaio 2012 |
| 9  | Movematic 2000          | 13 gennaio 2012 |
| 10 | Gli sbruffones          | 13 gennaio 2012 |
| 11 | Invito a cena           | 16 gennaio 2012 |
| 12 | La sosia                | 16 gennaio 2012 |
| 13 | Blogger                 | 17 gennaio 2012 |
| 14 | Dalla Spagna con furore | 17 gennaio 2012 |
| 15 | Il bacio di Pigi        | 18 gennaio 2012 |
| 16 | Tavolo riservato        | 18 gennaio 2012 |
| 17 | Auto nuova              | 19 gennaio 2012 |
| 18 | L'ex                    | 19 gennaio 2012 |
| 19 | Weekend da soli         | 20 gennaio 2012 |
| 20 | Verità                  | 20 gennaio 2012 |
| 21 | Il mago                 | 23 gennaio 2012 |
| 22 | Grandi manovre          | 23 gennaio 2012 |
| 23 | Gym innamorato          | 24 gennaio 2012 |
| 24 | L'anello                | 24 gennaio 2012 |
| 25 | La scommessa            | 25 gennaio 2012 |
| 26 | No alla tecnologia      | 25 gennaio 2012 |
| 27 | Baby sitter             | 26 gennaio 2012 |
| 28 | Vecchie conoscenze      | 26 gennaio 2012 |
| 29 | Il simpatico Pigi       | 27 gennaio 2012 |
| 30 | La grande cuoca         | 27 gennaio 2012 |

## Crescere
Papà è molto felice dei suoi figli, ma ha un sogno in cui loro lo prendeono in giro, sono trasgressivi e sono amici di motociclisti. Dopo che si sveglia prova un sollievo nel fatto che stesse solo sognando.

## Risciò
Il motorino di Teo è rotto, quindi lui e Papà si iscrivono al torneo di risciò per vincere un buono per un negozio di ricambi di motorini. Si allenano, ma per vincere sabotano gli altri spostando il cartello.
Purtroppo si fermano poco prima del traguardo e quindi mentre li stanno premiando arrivano Mamma e Molly che superano la linea del traguardo e vincono. Ma non comprano il ricambio per il motorino, ma un nuovo risciò.

## Il compleanno del Papà
Per il suo compleanno, Teo riceve tantissimi regali quindi Papà pensa a quanti ne riceverà per il suo. Due mesi dopo il Papà, per il suo compleanno, riceve "Baz Revolution". All'inizio funziona bene, ma poi diventa troppo stressante e quindi Papà lo regala al museo. Pigi fa un regalo a Giulia ed è proprio il Baz che il Papà aveva regalato.

## Scherzo in 3D
Teo e Giulia convincono Mamma e Papà a comprare un televisore in 3D. Pigi si vanta di quanto sia bello il suo televisore in 3D, quindi Teo e Gym gli organizzano uno scherzo facendogli credere che gli oggetti escano dal televisore. Pigi si convince talmente tanto che rompe il televisore quindi Pigi, Teo e Gym sono costretti a fare i personaggi dentro il televisore.

## La band
Per innamorarsi di una ragazza, Teo le mente dicendogli che ama eseguire delle acrobazie pericolose sul motorino, ma a causa di questo un vigile che stava passando gli fa una multa salata credendolo colpevole. Senza far sapere nulla ai genitori, Teo decide di instaurare una band musicale con Pigi, Gym e il cantante scelto per il gruppo: Lenny dei Rolling Diamonds. Alla fine però il vigile gli fa un'altra multa più salata della prima per essersi esibito senza licenza. Così i 4 si esibiscono sopra il motorino di Teo, ma anche in questo modo Teo e i ragazzi ricevono una terza multa salatissima.

## Il pappagallo
La zia sta imbiancando casa e lascia quindi il suo pappagallo ai nipoti. Purtroppo lui memorizza la frase La zia è insopportabile, lo dice il papà, ma lo pensa tutta la famiglia!!!. Quindi la mamma compra un nuovo pappagallo identico, ma la zia trova il suo vecchio pappagallo, che era stato nascosto nel bagno da Teo, e si arrabbia per la frase.

## Il costume
La zia compra una cuffia con dei girasoli e il papà, non accorgendosi della sua presenza dice che quella cuffia è orribile. Dopo in piscina, papà prende accappatoio di Molly, ciabatte della mamma e non trova il costume, pensa che gli sia stato rubato e quindi Teo lo va a cercare. Non lo trova, si va a tuffare e ha lui il costume del papà. Teo scappa e papà è costretto a mettersi come costume la cuffia della zia.

## Corso di cucina
Giulia sta visitando un sito con molte offerte e la mamma compra un corso di cucina giapponese pensando che sia molto economica, ma legge male e il prezzo è molto alto. Arriva il maestro di cucina giapponese che non è altro che il cameriere di Panino's. Non insegna quasi niente alle ragazze di cucina giapponese e quindi per la cena mamma e Giulia si devono arrangiare facendo mangiare alla famiglia del wasabi piccante. A fine episodio Papà compra su Internet un sito di ginnastica a domicilio istruito sfortunatamente proprio...dal Personal Trainer!!!

## Movematic 2000
Papà compra la nuova Movematic 2000 e Giulia e Teo ci giocano molto spesso. Prova a giocare papà, ma non mette il laccetto del controller che quindi scivola dalle mani di papà e rompe il televisore. Si fa coprire dai figli e compra un nuovo televisore. Ma la mamma arriva durante la consegna e quindi copre il nuovo televisore con una rete metallica. Papà prova a giocare di nuovo ma il controller scivola di nuovo e papà rompe un vetro.

## Gli Sbruffones
Giulia chiede al papà i soldi per il concerto degli Sbruffones, ma lui le dice di trovare un lavoretto. Quindi lei organizza un mercatino e vende i vecchi giocattoli del papà compreso il suo prezioso sommergibile che lui cerca di riprendere a una signora. Fortunatamente il Papà si sveglia e scopre che era solo un sogno, e compra il biglietto a Giulia.

## Invito a cena
I possibili datori di lavoro della mamma sono invitati a cena ma il papà fa tardi, quindi la mamma chiede al cameriere di Panino's di fingere di essere suo marito. Tutto va bene e la mamma ottiene il lavoro. Ma arriva papà che finge di essere il cameriere, mentre i signori stanno andando via tornano a prendere gli ombrelli e vedono che il Papà e la Mamma per la gioia si stanno baciando quindi non offrono più il lavoro alla Mamma.

## La sosia
Gym ha una nuova fidanzata di nome Yulia ed è del tutto identica a Giulia. Quindi Giulia prova a far notare a Gym che lascia la ragazza dato che se non gli piace Giulia e Yulia è identica non può piacergli neanche lei.

## Blogger
Theo ha creato un blog di cui scrive "Un diardio delle sue avventure" e scrive che è un esploratore africano. E scrive che farà una guida fotografica. Papà e Mamma visitano questo blog e partono subito per una guida fotografica, ma Theo e li ad ascoltare. Quando Mamma e Papà stanno per partire, Theo gli confessa tutto e i genitori si disperano. Infine Mamma e Papà vanno a fare una guida fotografica, ma in realtà stanno in piscina.

## Dalla Spagna con furore
Giulia guardando nel diario di Carmen, vede che deve andare in aeroporto e pensa che vuole partire per la Spagna. Per non far andare via Carmen, Giulia e gli altri faranno una tipica festa spagnola per non farla partire. Ma non sanno che Carmen è andata all'aeroporto a prendere sua zia, ma Carmen, arriva a casa di Giulia e Teo.  Ma la zia di Carmen in realtà è rimasta alla festa.

## Il bacio di Pigi
In questi giorni, Pigi è fissato con Giulia. Nel parco, Giulia incontra una ragazza di nome Lisa che è innamorata di Pigi. In bagno Giulia, Sissi e Carmen ideano un piano per far innamorare Pigi con Lisa. In piscina, Pigi ha gli occhiali appannati e Giulia vorrebbe baciarlo, ma in realtà non vuole che bacia lei ma Lisa. Ma Lisa cade in acqua, e Pigi dá un bacio a Giulia, a casa Giulia è disperata, l'improvvisa arriva Pigi con la sua famiglia e vuole subito sposarla. Intanto Teo e Gym decidono di che nazione è Tofuso Lamoto.

## Tavolo riservato
La famiglia va a mangiare da Panino's, ma l'unico tavolo libero è riservato a una certa famiglia Brezza e Teo propone di sedersi lo stesso.
Un sicario, credendo che siano davvero i Brezza, li minaccia di restituire una misteriosa valigetta: l'unica via di scampo è la parlantina sfrenata della zia.
Alla fine il malvivente viene catturato stufo degli aneddoti della zia, la quale, intervistata in TV, inizia a dirne altri sconvolgendo la famiglia in diretta.
- Note: episodio ispirato al film Notte folle a Manhattan.

## Auto nuova
Papà compra un'auto nuova e decide di non farla sporcare dalla famiglia che porta sempre del cibo in macchina. Quando però deve accompagnare la professoressa di storia di Teo a casa inizia ad avere paura per la macchina dato dal fatto che la donna si è portata da mangiare un gelato alla fragola con panna montata. Al momento in cui la prof scende dalla macchina e lascia a Papà il gelato con piacimento, questi tenta di buttarlo dal finestrino che però era chiuso e di conseguenza viene sporcato. La famiglia è così costretta a pulire con Papà la macchina che sarà subito dopo sporcata da dei piccioni .

## L'ex
Carmen viene mollata dal suo nuovo fidanzato Piero Gustavo perché la crede maleducata, ma visto che non è così, Giulia lo invita a casa e si finge maleducatissima per farli tornare insieme, ma lui vuole mettersi con Sissy.

## Weekend da soli
La mamma, Giulia e Molly saranno fuori di casa per tutto il weekend raccomandando a Teo e il papà di mangiare solo verdure nella loro assenza. I due però tentano di mangiarsi una pizza con Gim, cosa che viene interrotta in continuazione dal personal trainer. Alla fine il papà riuscirà a liberarsi di lui, ma nel momento in cui tenta con Teo di mangiare le pizze, ritornato la mamma, Giulia e Molly, che vedendoli li puniscono facendogli mangiare verdure per settimane mentre mangiano la pizza.

## Verità
Giulia e Sissy non riescono a dire a Carmen che ha in continuazione il vizio di toccare la gente ogni volta che parla. Alla fine chiedono aiuto a Mamma, la quale risolve il problema dicendo d'altra parte che anche Giulia e Sissi hanno dei vizi. Alla fine mamma si mette un costume per andare ad una festa e lo fa vedere alle ragazze, ma queste non sanno dirle la verità sul fatto che indossa una gonna rotta.

## L'anello
Papà perde la fede di matrimonio in piscina e non è possibile recuperarla. Così decide di fingere che abbia la mano in cui aveva la fede ferita, ma poi arriva il personal trainer che restituisce la fede da lui trovata causando una discussione tra papà e mamma. Alla fine anche la mamma perde la fede che gli era caduta sul lavello del lavandino in bagno.

## La grande cuoca
Giulia incontra un ragazzo nel parco, e lo invita a cena. A cena, Giulia compra del pollo alla diavola alla rosticceria, Nico credendo che il pollo l'ha cucinato Giulia, il giorno dopo vuole vedere come lo prepara. Giulia chiama il cameriere di Panino's e lo fa travestire come la Zia, tutto va bene finché Giulia non inserisce 10 peperoncini. Quando il pollo e pronto il cameriere lo prova e sviene, Giulia confessa la verità a Nico, e se ne va.
Guest Star: Romolo Guerreri (Nico)